# Posnjakiet
Het mineraal posnjakiet is een gehydrateerd koper-sulfaat met de chemische formule Cu4SO4(OH)6·(H2O).

## Eigenschappen
Het (donker)blauwe posnjakiet heeft een glasglans, een blauwgroene streepkleur en de splijting is perfect volgens een onbekend kristalvlak. Het kristalstelsel is monoklien. Posnjakiet heeft een gemiddelde dichtheid van 3,4, de hardheid is 2,5 tot 3 en het mineraal is niet radioactief.

## Naamgeving
Het mineraal posnjakiet is genoemd naar de Russische geochemicus E. W. Posnjak (1888 – 1949).

## Voorkomen
Posnjakiet wordt gevonden in de Ecton mijn, Audubon, Montgomery County, Pennsylvania, Verenigde Staten.